# يوشيفومي كاشيوا
يوشيفومي كاشيوا (باليابانية: 柏 好文) (28 يوليو 1987 في فوجيكاوا في اليابان – )؛ هو لاعب كرة قدم ياباني سابق كان يلعب كلاعب وسط.

## وصلات خارجية
- يوشيفومي كاشيوا على موقع الاتحاد الدولي (مؤرشف)  (الإنجليزية)
- يوشيفومي كاشيوا على موقع رابطة كرة القدم اليابانية للمحترفين (اليابانية)
- يوشيفومي كاشيوا على موقع قاعدة بيانات كرة القدم.إي يو (الإنجليزية)
- يوشيفومي كاشيوا على موقع Soccerway.com (الإنجليزية)
- يوشيفومي كاشيوا على موقع عالم كرة القدم.نت (الإنجليزية)
- يوشيفومي كاشيوا على موقع كووورة
- يوشيفومي كاشيوا على موقع AS.com (الإسبانية)